# Geleira Margerie
A geleira Margerie (português brasileiro) ou glaciar Margerie (português europeu) é uma geleira de água de maré de 34 quilômetros de comprimento na Baía dos Glaciares, Alasca, nos Estados Unidos, dentro dos limites do Parque Nacional e Reserva da Baía dos Glaciares. A geleira começa nas encostas ao sul do Monte Root, altitude de 3 920 metros, na fronteira entre o Alasca e o Canadá fluindo para sudeste e descendo o vale, virando-se então para nordeste em direção ao seu término em Tarr Inlet. A geleira Margerie é uma das geleiras mais ativas e frequentemente visitadas da Baía dos Glaciares, declarada Monumento Nacional em 1925, Parque e Reserva Nacional em 1980, Reserva da Biosfera Mundial da UNESCO em 1986 e Patrimônio Mundial em 1992. A maioria das geleiras de maré no parque tem recuado nas últimas décadas, e a geleira Margerie se tornou estável, sem crescer nem retroceder, enquanto que a geleira Johns Hopkins está avançando.
A geleira Margerie se estende rio acima por um comprimento de 34 quilômetros de Tarr Inlet até sua nascente nas encostas sul do Monte Root. A largura da geleira é de cerca de 1,6 quilômetro e a altura total em seu término é de cerca de 110 metros, incluindo 30 metros subaquáticos.
Em 1750, a Baía dos Glaciares era uma geleira única e maciça, mas devido às temperaturas médias mais altas e quantidades médias de neve mais baixas ao longo dos últimos séculos, ela se transformou no que agora é um fiorde de 105 quilômetros com muitas geleiras menores. A geleira Margerie está localizada na extremidade noroeste da Baía e está situada perpendicularmente à geleira Grand Pacific.
A Baía dos Glaciares e suas muitas geleiras são acessíveis apenas pelo ar e pela água, pois não há estradas no Parque. O declive íngreme do término da geleira Margerie permite que navios de cruzeiro e barcos menores para passeios ancorem nas proximidades, proporcionando vistas de perto do desprendimento de gelo.

## História

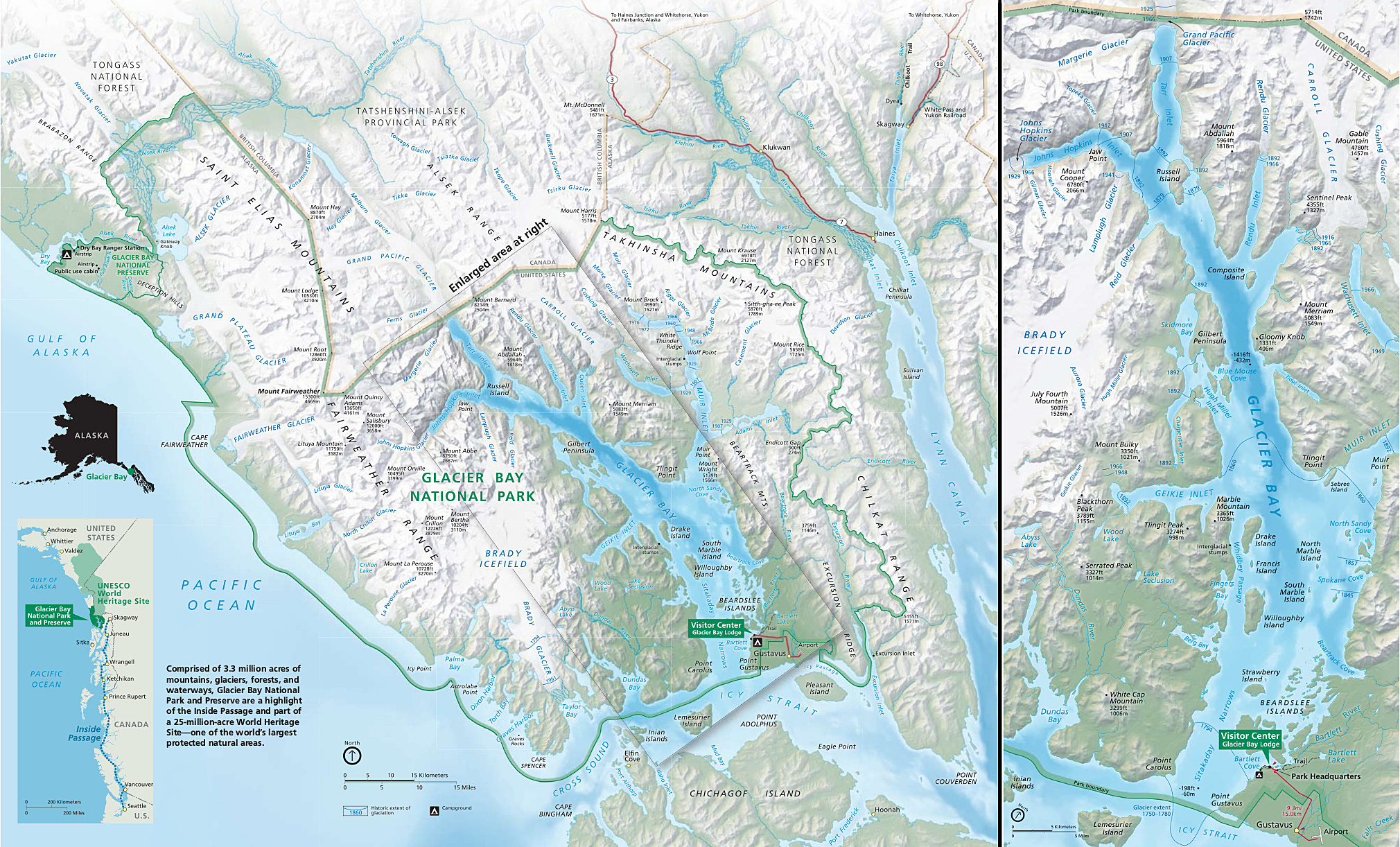
Mapa do Parque Nacional e Reserva da Baía dos Glaciares

A geleira Margerie deve o seu nome ao geólogo e geógrafo francês Emmanuel de Margerie que visitou a área em 1913. A Baía dos Glaciares foi completamente coberta por gelo em 1794 quando o capitão George Vancouver e sua expedição foram parados por uma parede de gelo de 32 quilômetros de largura e 1 200 metros de altura. Quando John Muir visitou a baía pela primeira vez em 1879, o gelo havia recuado 77 quilômetros para dentro dela. A parede de gelo desde então recuou 105 quilômetros da boca da baía e é apenas um remanescente da enorme geleira vista por Vancouver. A baía agora contém oito geleiras de maré, incluindo Margerie, dentro de pequenas enseadas ao longo de seu perímetro.
As geleiras na Baía dos Glaciares são remanescentes de um avanço geral do gelo — a Pequena Idade do Gelo — que começou há cerca de 4 000 anos. Este avanço não é comparável à glaciação continental que ocorreu durante a Glaciação Wisconsin na época do Pleistoceno. Por volta de 1750, a Pequena Idade do Gelo atingiu seu estágio máximo e uma recessão geral das geleiras começou. Fluxos de gelo foram registrados na geleira Margerie a 610 metros por ano ou 1,8 metro por dia. O avanço foi reduzido a uma taxa de 9,1 metros por ano ou cerca de 2,5 centímetros por dia até 1998, quando algum grau de recessão foi registrado, pois a parte norte do término formou um pequeno embainhamento, enquanto a parte sul parte continuou avançando a 30 centímetros por ano. Na década de 1990, a geleira Margerie foi anexada à geleira Grand Pacific; no entanto, desde então ela se separou dessa, que está recuando, com restos de uma moreia deixada para trás na lacuna entre as geleiras.

## Características

Animação que mostra o desprendimento de gelo na geleira Margerie

A geleira Margerie é categorizada como uma geleira de água de marés, uma das onze restantes no parque, com oito na baía e três na área costeira do Oceano Pacífico. Uma geleira de maré é aquela cujo término encontra a água do mar pelo menos na maré alta, senão em todos os níveis da maré. A geleira Margerie e seis outras geleiras têm términos que estão totalmente submersos em todos os níveis da maré. A geleira Margerie tem uma altura total de 110 metros, dos quais 76 se elevam acima do nível da água e 30 permanecem abaixo da superfície. Como muitas geleiras, ela contém moreias que aparecem como áreas escuras compostas de sujeira, pedras e rochas maiores misturadas com o gelo e que são transportadas rio abaixo para serem ejetadas de seu término. O gelo glacial aparece azul como resultado da absorção dos comprimentos de onda da luz vermelha, laranja, amarela e verde e, consequentemente, poças de água derretida no topo da geleira têm cor azul brilhante. A geleira Margerie é uma geleira muito mais limpa e com menos detritos em comparação com a geleira Grand Pacific localizada adjacente ao flanco nordeste da Margerie. É também uma das geleiras mais ativas para a formação de gelo juntamente com a geleira Johns Hopkins. Quando gelo se desprende a geleira cria sons semelhantes a disparos de arma de fogo pelo estalo do gelo e liberação de ar aprisionado, em seguida, ouve-se um estrondo ribombante quando o gelo cai no mar. As ressurgências de água doce emergem da área central do término da geleira, geradas por fluxos de água derretida correndo sob ela. Essas áreas atraem aves marinhas que se alimentam dos peixes que podem ser encontrados lá.
Em um estudo da geologia rochosa e dos recursos minerais da Baía dos Glaciares, das 17 áreas classificadas como contendo depósitos minerais, a geleira Margerie foi identificada como contendo depósitos de cobre.

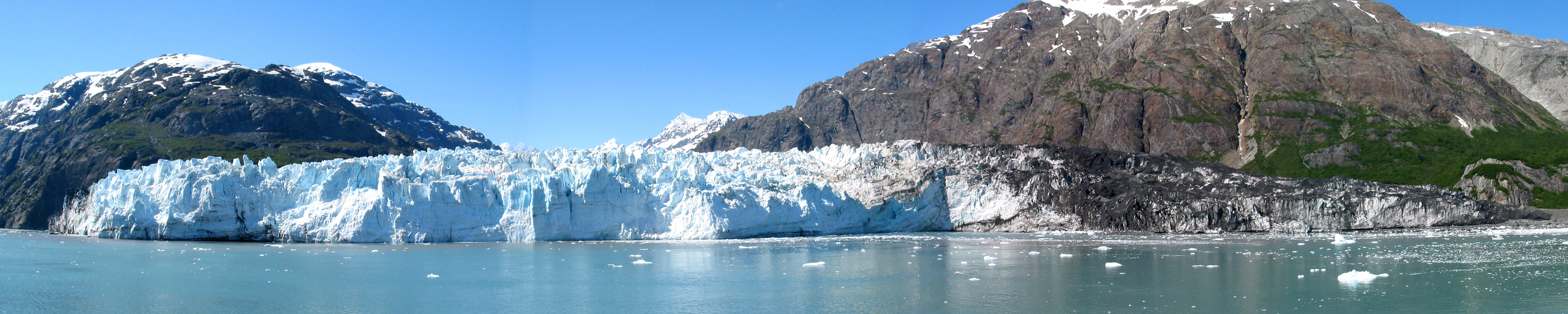
Camadas de detritos de rocha são misturadas com gelo nas laterais do término

## Flora e fauna
A geleira Margerie faz parte do Parque Nacional e Reserva da Baía dos Glaciares que, com sua combinação de geleiras de maré, litorais, fiordes, rios e lagos, oferece paisagens terrestres e marinhas amplamente variadas que sustentam 333 táxons de plantas vasculares, 274 espécies de pássaros, 160 de peixes, 41 de mamíferos e 3 de anfíbios. Andorinhas-do-mar do Ártico e gaivotas aninham nas rochas da geleira Margerie. Como esta geleira se parte, ela perturba o krill e os pequenos peixes, tornando-o um local ideal para pássaros. Baleias-jubarte e ursos pardos também são vistos às vezes perto dessa geleira. Estudos sobre ratos glaciares foram realizados na geleira Margerie, que são colônias de musgos que se movem através da geleira ao longo do tempo, devido a forças que ainda não são bem compreendidas.

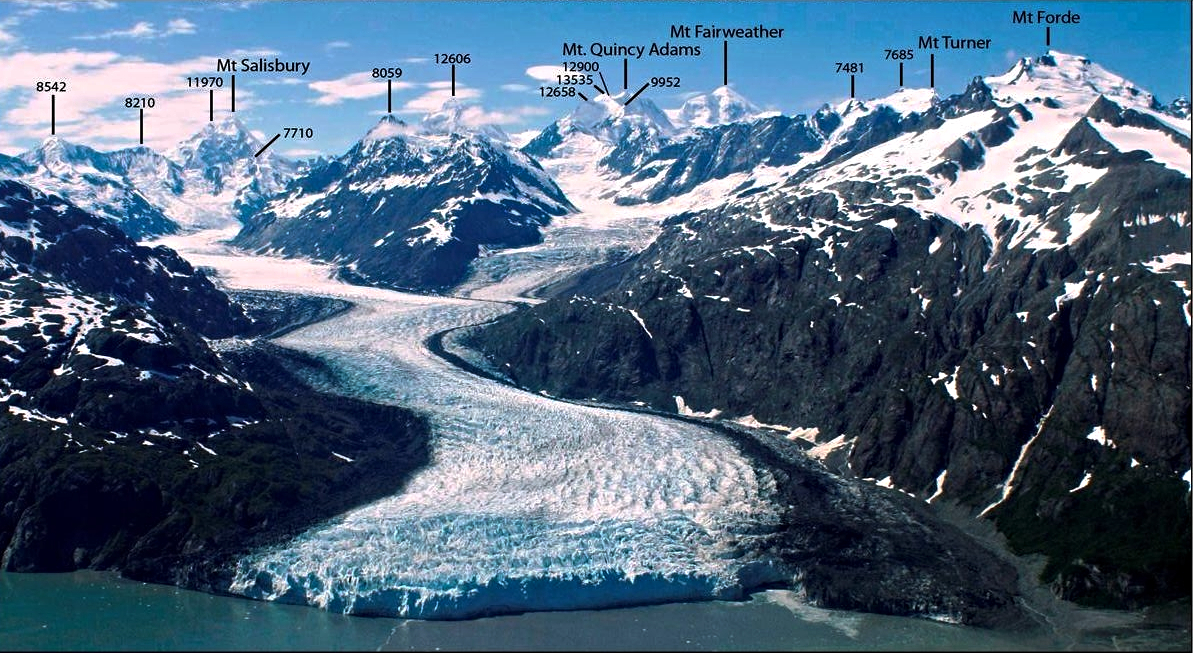
Vista aérea da geleira com seus picos rotulados